# Get Him Back!
«Get Him Back!» (стилизовано строчными буквами; «Вернуть его!») — песня американской певицы Оливии Родриго с её второго студийного альбома Guts, вышедшего на лейбле Geffen Records 8 сентября 2023 года. 15 сентября она выходит в качестве третьего сингла на итальянском радио. Родриго написала её совместно с Дэном Нигро, который выступил сопродюсером вместе с Alexander 23 и Яном Киркпатриком. Песня в стиле рэп-рок «Get Him Back!» была написана под впечатлением от того, что Родриго ввязалась в непродуманные отношения из-за того, что люди ожидали от неё, и в ней подробно описывается её желание вернуться к своему бывшему и отомстить. Некоторые критики отметили эту песню как выдающуюся и лучшую на диске.

## История
После коммерческого успеха дебютного студийного альбома Sour (2021) Оливия Родриго продолжила сотрудничество с Дэном Нигро, который спродюсировал все композиции альбома. Следующий альбом, Guts (2023), был задуман, когда ей было 19 лет, год, который она описала как «много путаницы, ошибок, неловкости и старого доброго подросткового ангста». Альбом и его название были анонсированы 26 июня 2023 года, а главный сингл, «Vampire», вышел четыре дня спустя. Песня достигла первого места в разных странах, включая США, где она стала третьим синглом номер один в Billboard Hot 100. В качестве последующего сингла была выбрана «Bad Idea Right?».
Родриго написала песню «Get Him Back!» вместе с Нигро. О том, что послужило источником вдохновения, она рассказала в интервью Зейну Лоу для Apple Music: «У меня было такое желание жить, переживать, совершать ошибки и расти после выхода Sour, что я как бы чувствовала давление, которое заставляло меня быть той девушкой, которую, как мне казалось, все от меня ожидали. Я думаю, что из-за этого давления я делала то, чего, возможно, не должна была делать — встречалась с людьми, с которыми не должна была встречаться». 31 июля 2023 года Родриго показала видеоклип, содержащий подсказки о треклисте Guts, которые должны были расшифровать поклонники. В ролике она отдыхает в спальне, распаковывает коробки и экспериментирует с различными устройствами, включая электрическую клавиатуру и ретро-печатную машинку. 1 августа 2023 года Родриго обнародовала трек-лист, в котором восьмым треком значится «Get Him Back!». В тизер-клипе, выпущенном вместе с трек-листом, содержались письма, адресованные «258 get him back drive». Песня стала доступна для цифрового скачивания на диске Guts, который вышел 8 сентября 2023 года.

## Композиция
Продолжительность песни «Get Him Back!» составляет 3 минуты 31 секунду. Нигро выступил продюсером и звукоинженером песни вместе с Alexander 23 и Яном Киркпатриком, а также обеспечил вокальное сопровождение. Он играет на акустической гитаре, электрогитаре, перкуссии, фортепиано, басе, синтезаторе и ударных; Alexander 23 — на ударных, слайд-гитаре, басе и синтезаторе; Киркпатрик — на синтезаторе и ударных; Стерлинг Лоус — на ударных. Митч Маккарти смикшировал песню, а Рэнди Меррилл сделал мастеринг.
По словам Лорен Пакетт-Поуп из Elle, «Get Him Back!» «рифмуется на двойном толковании [этих] слов: „вернуть его“ — как восстановление отношений, и „вернуть его“ — как месть». В тексте песни Родриго рассказывает о недолговечных отношениях, которые начались летом и закончились весной. Далее она оспаривает утверждения своего бывшего о его росте и описывает его как самовлюблённого, но «очень весёлого». Испытывая противоречивые чувства к нему, она пишет письма, адресованные ему, и фантазирует о том, как поцелует его и вызовет у него чувство зависти.

## Отзывы
Кэрин Ганц из New York Times назвала «Get Him Back!» «уморительным рэп-рок-бангером», в котором Родриго «игриво вращает заглавную фразу, стремясь одновременно отомстить и примириться». Крис ДеВилль из Stereogum назвал эту песню «самым очевидным хитом» Guts и одним из самых ярких треков. По его мнению, живое исполнение песни после её выхода доказало, что «кто-то в команде Родриго» думает так же. Оценивая все песни альбома, Джейсон Липшутц из Billboard назвал её лучшим треком и сказал: «Родриго перекатывается через куплеты, почти читая рэп о радостном ошибочном романе, прежде чем появляется топающий хук с множеством голосов, поддерживающих её игру слов; расширенный бридж […] отмечает один из самых эйфоричных поп-моментов альбома и, вероятно, всего 2023 года». В списке лучших песен 2023 года журнала Rolling Stone сингл «Get Him Back!» занял 7 место.

## Музыкальное видео
Джек Бегерт выступил режиссёром клипа на песню «Get Him Back!», который был снят на iPhone 15 Pro в сотрудничестве с компанией Apple. Клип был выпущен 12 сентября 2023 года, вскоре после анонса устройства. В нём Родриго разрушает несколько вещей, отправляясь в разные места: она крушит дом и создаёт хаотичную пробку на дороге. Она присоединяется к своим клонам, которые бросают ножи и разбивают стекла машин, исполняя песню вместе с ней. Эбби Джонс из Consequence считает, что восемь клонов Родриго «каждый из них представляет собой один из противоречивых голосов в голове Родриго, говорящих ей, что нужно открыть ключом машину [её бывшего]».

## Живые выступления
Родриго впервые исполнила песню «Get Him Back!» в прямом эфире телепередачи Today 8 сентября 2023 года Four days later, she reprised the song and «Vampire» at the 2023 MTV Video Music Awards.. Через четыре дня она повторно исполнила эту песню и песню «Vampire» на церемонии MTV Video Music Awards 2023 года. Родриго была одета в белые гетры до колен, красный спортивный лифчик и красную юбку длиной до колена. Первый сет с пейзажами туманного леса был разрушен фейерверком, что было воссозданием аналогичной сцены в клипе «Vampire». После того как Родриго поспешно покинула сцену, она присоединилась к клонам себя в розовых платьях, чтобы исполнить песню «Get Him Back!» перед синим занавесом, отсылая к клипу.

## Чарты
| Чарт (2023)                                  | Высшая позиция |
| -------------------------------------------- | -------------- |
| Австралия (ARIA)                             | 6              |
| Австрия (Ö3 Austria Top 40)                  | 52             |
| Канада (Billboard Canadian Hot 100)          | 11             |
| Канада (Billboard CHR/Top 40)                | 27             |
| Германия (GfK)                               | 78             |
| Мир (Billboard Global 200)                   | 7              |
| Ирландия (IRMA)                              | 5              |
| Литва (AGATA)                                | 70             |
| Нидерланды (Tipparade)                       | 30             |
| Нидерланды (Dutch Top 40)                    | 37             |
| Нидерланды (Single Top 100)                  | 48             |
| Новая Зеландия (Recorded Music NZ)           | 5              |
| Норвегия (VG-lista)                          | 19             |
| Португалия (AFP)                             | 31             |
| Словакия (Rádio Top 100)                     | 50             |
| Словакия (Singles Digitál Top 100)           | 75             |
| Испания (PROMUSICAE)                         | 79             |
| Швеция (Sverigetopplistan)                   | 28             |
| Швейцария (Schweizer Hitparade)              | 86             |
| Великобритания (UK Singles Chart)            | 7              |
| США (Billboard Hot 100)                      | 11             |
| США (Billboard Adult Contemporary)           | 28             |
| США (Billboard Adult Top 40)                 | 10             |
| США (Billboard Hot Rock & Alternative Songs) | 3              |
| США (Billboard Mainstream Top 40)            | 8              |

## Сертификации
| Регион                                                                      | Сертификация | Продажи |
| --------------------------------------------------------------------------- | ------------ | ------- |
| Австралия (ARIA)                                                            | Золотой      | 35 000  |
| Канада (Music Canada)                                                       | Платиновый   | 80 000  |
| Великобритания (BPI)                                                        | Серебряный   | 200 000 |
| Данные о продажах + прослушиваниях приведены только на основе сертификации. |              |         |

## История выхода
| Регион | Дата             | Формат        | Лейбл     | Ссылка |
| ------ | ---------------- | ------------- | --------- | ------ |
| Италия | 15 сентября 2023 | Radio airplay | Universal | [ 2 ]  |